# Thierry IV de Clèves
Pour les articles homonymes, voir Thierry IV et Thierry.
Thierry IV de Clèves, (Diederik V pour les Néerlandais, Diederik III/V pour les Allemands), (entre 1160 et 1170 à 1198), fils de Thierry III de Clèves et d'Adélaïde de Sulzbach.
Il succède à son père comme comte de Clèves. 

## Mariage et descendance
En 1182 Thierry épouse Marguerite de Hollande, fille du comte Florent III de Hollande et d'Ada d'Huntingdon. Ils eurent pour enfant :
- Thierry V de Clèves, qui lui succède à sa majorité.

## Sources
- (nl) Cet article est partiellement ou en totalité issu de l’article de Wikipédia en néerlandais intitulé « Diederik V van Kleef » (voir la liste des auteurs).
- Généalogie Québec